# 拉沃诺维尔
拉沃诺维尔（法語：Ravenoville，法語發音：[ʁavnovil]）是法国芒什省的一个旧市镇，属于瑟堡区。2019年，拉沃诺维尔与市镇卡尔克比并入市镇圣梅尔埃格利斯。

## 地理
拉沃诺维尔（49°27'24"N, 1°16'14"W）面积11.65 平方千米，位于法国诺曼底大区芒什省，该省份为法国西北部沿海省份，西、北、东北三面环大西洋，东起顺时针与卡爾瓦多斯省、奧恩省、马耶讷省和伊勒-维莱讷省接壤。
与拉沃诺维尔接壤的市镇（或旧市镇、城区）包括：圣马尔库夫、伯兹维尔欧普兰、富卡尔维尔、阿泽维尔、弗雷维尔、圣梅尔埃格利斯。

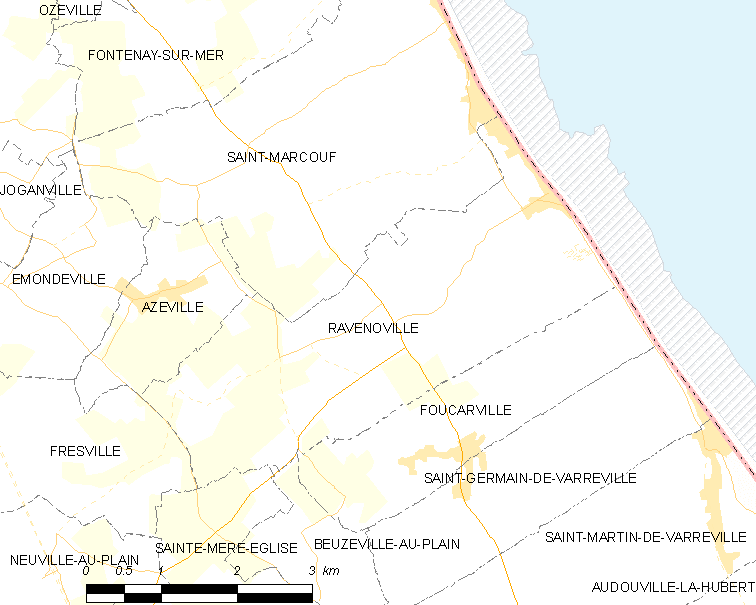
拉沃诺维尔的OSM定位图

拉沃诺维尔的时区为UTC+01:00、UTC+02:00（夏令时）。

## 行政
拉沃诺维尔的邮政编码为50480，INSEE市镇编码为50427。

## 政治
拉沃诺维尔所属的省级选区为卡朗唐莱马赖县。

## 人口

1962-2008年间拉沃诺维尔人口变化图示

拉沃诺维尔于2018年1月1日时的人口数量为254人。